# Cardamine hirsuta
Cardamine hirsuta, és una espècie de planta caduca hivernal nadiua d'Europa i Àsia, però també present en Amèrica del Nord com
herba invasora. La planta és membre de la família (Brassicaceae), i és comestible com herba amarga.
Les seves flors es produeixen encara a l'hivern o en la primerenca primavera fins al tardor. Les petites flors blanques es produeixen en corimbs sobre tiges verdes, són prompte seguides per les llavors que són síliqües, i com moltes espècies de Brassica són llançades volant d'una forma explosiva, sovint quan són tocades, lluny de la planta mare. Les llavors germinen en la tardor i les plantes estan verdes durant els mesos d'hivern.

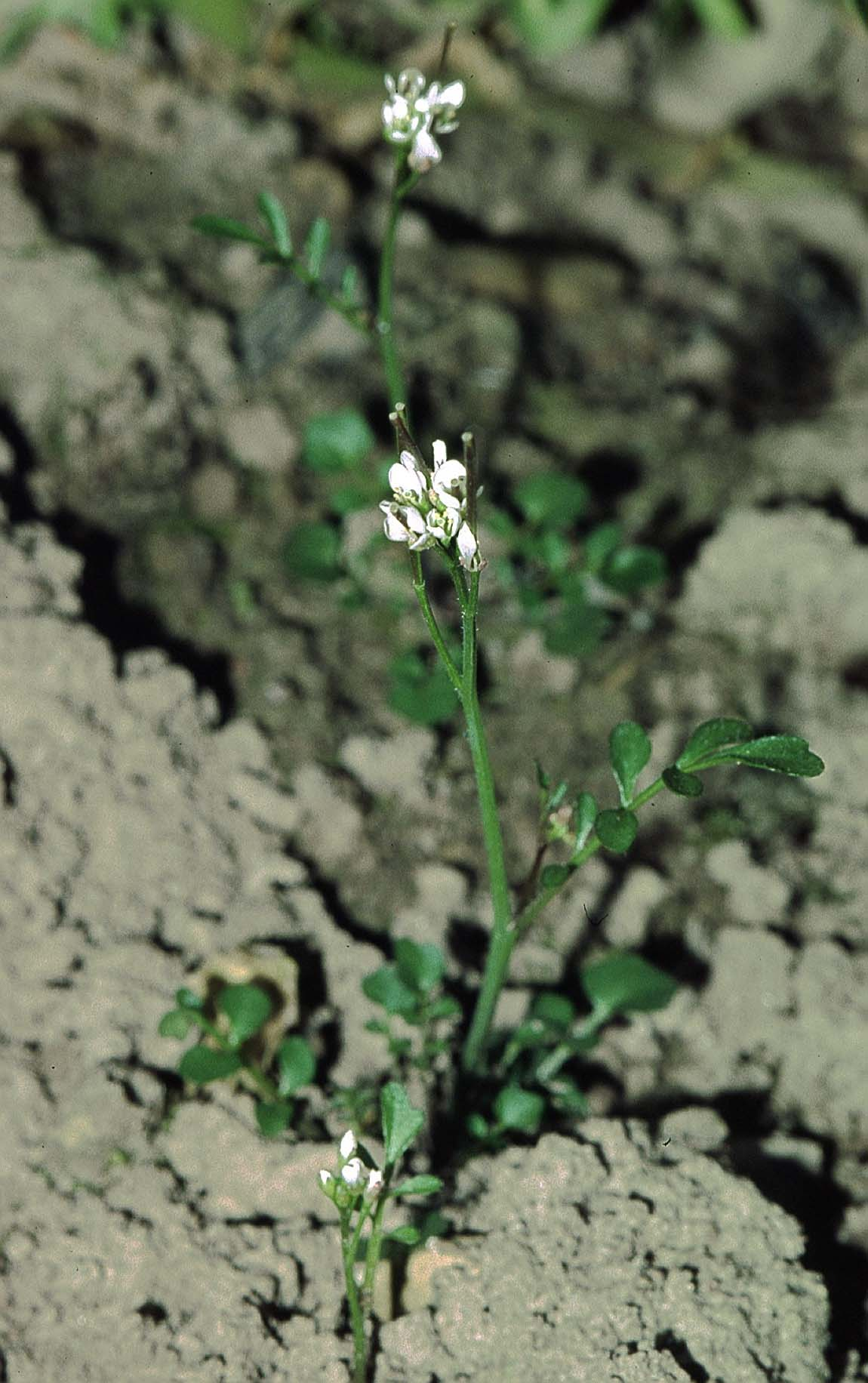